# John Cobra
John Cobra és el renom amb el qual el valencià Mario Vaquero Garcés (Sagunt, Camp de Morvedre, València, 1978) es va convertir en un fenomen d'Internet.
Va començar a ser conegut després d'aparèixer en programes de televisió i arran de diversos vídeos polèmics, que van tenir com a colofó l'incident que va protagonitzar en la gal·la de finalistes per a Eurovisió 2010.

## Biografia
Mario Vaquero va néixer a Sagunt, però està establert a Puçol. Segons ell ha exercit els oficis de torner, agricultor, professor, collidor de fruita, cuiner i cambrer. Es va donar a conèixer amb una sèrie de vídeos que va penjar a YouTube en què reptava Batu «The Dog» i altres en què mostrava les seves «tàctiques de baralla de carrer" que es van popularitzar a Internet.
Més tard va decidir dedicar-se a la música. El 2006 va entrar a formar part del grup valencià Los Intocables de John Cobra, amb el qual va publicar una maqueta de set cançons. També aquell any va participar, segons el diari Público, en una manifestació neonazi. Vaquero es va defensar dient que mai ha estat racista.

## Festival d'Eurovisió 2009: «Ado 3»
Va presentar la seva candidatura al programa per escollir la cançó que representaria a Espanya en el Festival de la Cançó d'Eurovisió 2009, però va ser desqualificat durant la preselecció perquè la seva cançó havia estat anteriorment publicada a YouTube.

## Festival d'Eurovisió 2010: «Carol»
Va tornar a presentar-se per representar RTVE amb una nova cançó titulada «Carol», al·lusiva a la seva parella sentimental. Va aconseguir quedar segon en la preselecció, amb 269.919 vots, i va actuar a la gala final de TVE. Després de la seva actuació, emesa en directe, va provocar un escàndol en encarar-se amb el públic, el qual va atacar verbalment i gesticulant de forma obscena. A la gala es va triar finalment Daniel Diges com a representant per Eurovisió.
Segons alguns mitjans de comunicació, una gran quantitat de vots provenien d'una campanya d'incondicionals organitzada des d'Internet, centrada en el lloc web ForoCoches. En aquest fòrum, amb 360.000 usuaris registrats el 2010, uns 2000 o 3.000 usuaris, d'acord amb el seu fundador Alejandro Marín, van decidir votar per la candidatura Vaquero després de l'expulsió de Chimo Bayo, la seva primera opció. Marín va jutjar en els dies següents que «es tracta probablement de la major trollejada feta des d'Internet a Espanya fins a la data».
Segons el professor de Psicologia José Errasti Pérez, l'interès per aquest tipus de concursant, responsable també de la participació de Rodolfo Chikilicuatre al Festival de la Cançó d'Eurovisió 2008, va ser perquè havia «més gent interessada en els frikis que en Eurovisió », i seria el festival el que es va subordinar al candidat, en lloc del candidat al festival. El professor de Comunicació Héctor Fouce va jutjar que l'èxit de Vaquero va ser perquè el públic «juga» amb els mitjans, ja que no es demana «un vot de qualitat, sinó de popularitat».
Alberto Oliart, president de Radiotelevisió Espanyola, es va disculpar al Senat espanyol pel que havia ocorregut i va dir que la seva actitud era «digna de tota censura».